# Bengt Gottfried Forselius
Bengt Gottfried Forselius (Madise, Svéd Észtország, 1660 körül – Balti-tenger, 1688. november 16.) finnországi svéd joghallgató, iskolai tanár.

## Élete
Madisében, a mai Észtország északi, akkor Svédországhoz tartozó részén született. Apa Johann Forselius lelkész volt. Középiskolai tanulmányait Revalban (ma: Tallinn) végezte, ezután 1679-től jogot hallgatott a Wittenbergi Egyetemen. Hazatérte után a Harrieni (ma: Harju-Risti, Észtország) mezőgazdasági iskola tanára lett. Comenius munkássága hatására új tanítási módszerekkel tanította írásra és olvasásra a vidéki észt lakosságot. 1684-ben iskolát alapított a Tartu melletti püspöki uradalomban, célja az volt, hogy észt tanítókat és egyházfiakat képezzen. Az írás és olvasás mellett német nyelv, vallási ismeretek, számtan és könyvkötési ismeretek szerepeltek a tananyagban. Négy év alatt mintegy száz diák tanult az iskolában, amelyet a svéd állam támogatott, de a balti német nemesség részéről komoly ellenállásba ütközött. Forselius olyan tankönyvet használt, amelyet maga írt, s 1685-ben vagy 1686-ban jelentetett meg, feltehetőleg Rigában. Ez az első ilyen jellegű észt munka. Az első kiadásból nem maradt fenn példány, két újranyomása ismert 1694-ből, illetve 1698-ból. 1686-ban Forselius a svéd király meghívására Stockholmba utazott, hogy bemutassa modern tanítási módszereit. Magával vitte két legjobb tanítványát, Ignati Jaakot és Pakri Hansu Jürit is. Az új módszer lenyűgözte XI. Károly svéd királyt. Forselius 1688-ban indult vissza Észtországba, ám a visszaúton a Balti-tengeren hajótörést szenvedett, s a tengerbe fulladt. 
Bengt Gottfried Forseliust tartják az észt népi oktatási rendszer alapítójának. Mindent megtett, hogy elősegítse a vidéki lakosság olvasási és írási készségét. Ő maga összesen negyvenegy vidéki iskolát alapított. A 17. század végére a felnőtt vidéki észt lakosság körülbelül 70% -a írástudóvá lett. Egyszerűsített, a beszélt nyelvre épülő, a német elemeket elkerülni próbáló helyesírása úttörő jelentőségű volt az észt nyelv további fejlődése szempontjából. Szótagolásra alapuló olvasási módszerével gyors sikereket ért el. A bibliai nevek észt átírását ellenezte. Sok ellenérzést kellett leküzdenie a nemesség, a felsőbb osztályok illetve a papság részéről.

## Fordítás
- Ez a szócikk részben vagy egészben  a   Bengt Gottfried Forselius című német Wikipédia-szócikk ezen változatának fordításán alapul.  Az eredeti cikk szerkesztőit annak laptörténete sorolja fel. Ez a jelzés csupán a megfogalmazás eredetét és a szerzői jogokat jelzi, nem szolgál a cikkben szereplő információk forrásmegjelöléseként.